# لسلی جونز (تدوین‌گر)
لسلی جونز (انگلیسی: Leslie Jones) تدوین‌گر اهل ایالات متحده آمریکا است.

## فیلم‌شناسی
- قوانین صدق نمی‌کنند (همراه با بیلی وبر، برایان اسکوفیلد، رابین گانزالوز، وارن بیتی)
- زنان قرن بیستم (مایک میلز)
- خباثت ذاتی (پل توماس اندرسن)
- استاد (پل توماس اندرسن)
- فاکرهای کوچک (پال وایتز)
- سیرک عجایب: دستیار یک شبح (پال وایتز)
- استارسکی و هاچ (فیلیپس)
- سی‌کیو (رومن کوپولا)
- زن در بالا (فینا تورس)
- خط باریک سرخ (مالیک)
- قتل در سال ۱۶۰۰ (دوایت اچ لیتل)